# Saint-Martin-d’Armagnac
Saint-Martin-d’Armagnac település Franciaországban, Gers megyében. Lakosainak száma 231 fő (2022. január 1.). Saint-Martin-d’Armagnac Arblade-le-Haut, Caumont, Maulichères, Saint-Griède, Sarragachies és Sorbets községekkel határos.

## Népesség
A település népessége az elmúlt években az alábbi módon változott:
| Lakosok száma | 212  | 220  | 205  | 213  | 232  | 241  | 247  | 240  | 237  | 231  |
|               | 1968 | 1982 | 1990 | 2006 | 2013 | 2015 | 2017 | 2019 | 2020 | 2022 |